# Astragalus aduncus
Astragalus aduncus es una  especie de planta herbácea perteneciente a la familia de las leguminosas. Es originaria del Suroeste de Asia
Es una planta herbácea perennifolia originaria del Oriente Próximo donde se distribuye por Líbano, Siria y Turquía y también en Irán.

## Taxonomía
Astragalus aduncus fue descrita por  Carl Ludwig Willdenow y publicado en Species Plantarum. Editio quarta 3(2): 1269. 1802.
Sinonimia
- Astragalus expansus Boiss.
- Astragalus kotschyanus Boiss.
- Astragalus medicagineus Boiss.[3]

Etimología
Astragalus: nombre genérico derivado del griego clásico άστράγαλος y luego del Latín astrăgălus aplicado ya en la antigüedad, entre otras cosas, a algunas plantas de la familia Fabaceae, debido a la forma cúbica de sus semillas parecidas a un hueso del pie.
aduncus: epíteto latino que significa "doblada, torcida, curvada, enganchada".